# Кіріке (мова)
Кіріке — мова, що належить до нігеро-конголезької макросімʼї, іджоїдної сімʼї. Поширена в Нігерії (штат Ріверс).

## Писемність
Мова кіріке користується латинським алфавітом. Вперше ця мова була записана у 1934 році завдяки зусиллям вождя Вільяма Інєненґі Дака і вікарія англіканської церкви М. Девідсона Шаверса (M. Davidson Showers).
| A a | B b | Ḅ ḅ | Ch ch | D d | Ḍ ḍ | E e | Ẹ ẹ | F f | G g |
| --- | --- | --- | ----- | --- | --- | --- | --- | --- | --- |
| /a/ | /b/ | /ɓ/ | /t͡ʃ/  | /d/ | /ɗ/ | /e/ | /ɛ/ | /f/ | /g/ |

| Gb gb | Gw gw | H h | I i | Ị ị | J j  | K k | Kp kp | Kw kw | L l |
| ----- | ----- | --- | --- | --- | ---- | --- | ----- | ----- | --- |
| /ɡ͡b/  | /gʷ/  | /h/ | /i/ | /ɪ/ | /d͡ʒ/ | /k/ | /k͡p/  | /kʷ/  | /l/ |

| M m | N n | Ñ ñ | Nw nw | Ny ny | O o | Ọ ọ | P p | R r | S s |
| --- | --- | --- | ----- | ----- | --- | --- | --- | --- | --- |
| /m/ | /n/ | /ŋ/ | /w̃/   | /j̃/   | /o/ | /ɔ/ | /p/ | /r/ | /s/ |

| T t | U u | Ụ ụ | V v | W w | Y y | Z z |
| --- | --- | --- | --- | --- | --- | --- |
| /t/ | /u/ | /ʊ/ | /v/ | /w/ | /j/ | /z/ |

- Довгі голосні на письмі передаються подвоєнням букв для відповідного голосного.
- Назалізація голосних передавалась написанням букви n після букви для голосного.
- Тони передаються так: буква для голосного без діакритичних знаків — низький тон; буква для голосного з акутом (´) — високий тон; буква для голосного з макроном ( ̄ ) — спадаючий тон.

## Додаткові джерела і посилання
- Levi Sika. «Kịrịkẹnị ọkụẹịn gbọlụ ḍiri. / Kirike dictionary».